# Gyldenstolpia
Gyldenstolpia – rodzaj ssaków z podrodziny bawełniaków (Sigmodontinae) w obrębie rodziny chomikowatych (Cricetidae).

## Rozmieszczenie geograficzne
Rodzaj obejmuje gatunki występujące w Brazylii i Argentynie.

## Morfologia
Długość ciała (bez ogona) 160–225 mm, długość ogona 75–118 mm, długość ucha 17,8–21 mm, długość tylnej stopy 25–43 mm; masa ciała 98–139 g.

## Systematyka
Rodzaj zdefiniował w 2009 roku zespół zoologów (Argentyńczycy Ulyses F.J. Pardiñas i Pablo Teta oraz Urugwajczyk Guillermo D’Elía) w artykule poświęconym wprowadzeniu do największych żyjących bawełniaków z rodzaju Kunsia, wraz z opisem nowego rodzaju, opublikowanym w czasopiśmie Arquivos do Museu Nacional, Rio de Janeiro. Gatunkiem typowym jest (oryginalne oznaczenie) szczurzec norowy (G. fronto).

### Etymologia
Gyldenstolpia: Nils Carl Gustaf Fersen Gyldenstolpe (1886–1961), szwedzki zoolog, kolekcjoner z Tajlandii (1911), tropikalnej Afryki (1921) i Nowej Gwinei (1951).

### Podział systematyczny
Do rodzaju należą następujące gatunki:
| Grafika | Gatunek                    | Autor i rok opisu | Nazwa zwyczajowa | Podgatunki         | Rozmieszczenie geograficzne                                                 | Podstawowe wymiary                              | Status IUCN |
| ------- | -------------------------- | ----------------- | ---------------- | ------------------ | --------------------------------------------------------------------------- | ----------------------------------------------- | ----------- |
|         | Gyldenstolpia planaltensis | Avila-Pires, 1972 |                  | gatunek monotypowy | endemit Brazylii (Mato Grosso i Dystrykt Federalny)                         | DC: 16–20 cm DO: 7,5–11,8 cm MC: 98–139 g       | NE          |
|         | Gyldenstolpia fronto       | (Winge, 1887)     | szczurzec norowy | gatunek monotypowy | endemit Argentyny (znany z pojedynczego miejsca w północno-wschodnim Chaco) | DC: około 22 cm DO: około 11 cm MC: brak danych | CR          |

Kategorie IUCN:  CR  – gatunek krytycznie zagrożony;  NE  – gatunki niepoddane jeszcze ocenie.